# Egy Maulana Vikri
Egy Maulana Vikri (* 7. Juli 2000 in Medan) ist ein indonesischer Fußballspieler.

## Karriere

### Verein
Bis 2018 spielte Maulana Vikri im Jugendbereich für die Tasbi Soccer School Medan, Sekolah Khusus Olahraga Ragunan und die Akademi Intinusa Sepakbola Olah Prima Football Academy. Im Sommer 2018 wagte er dann als 17-jähriger den Sprung nach Europa und wechselte zum polnischen Erstligisten Lechia Gdańsk. Dort spielte er zwar hauptsächlich für dessen Reservemannschaft, doch schon am 22. Dezember 2018 gab er im Ligaspiel gegen Górnik Zabrze (4:0) sein achtminütiges Debüt bei den Profis. Im folgenden Sommer kam er auch im Superpokalfinale gegen Meister Piast Gliwice (3:1) zum Einsatz und feierte seinen ersten Titel. Zur Saison 2021/22 wechselte der Stürmer dann weiter zum FK Senica in die slowakische Fortuna liga. Mit dem Verein stieg er zwar am Ende der Spielzeit ab, doch Maulana Vikri wechselte zum Ligarivalen FC Zlaté Moravce. Hier absolvierte er bis zur Winterpause neun Pflichtspiele und kehrte Ende Januar 2023 in seine Heimat zurück und schloss sich dem Erstligisten Dewa United an.

### Nationalmannschaft
Seit 2014 absolvierte Maulana Vikri 40 Partien für diverse indonesische Jugendnationalmannschaften und erzielte dabei 27 Treffer. Mit der U-23-Auswahl gewann er bisher zwei Medaillen bei den Südostasienspielen. Am 14. Januar 2018 debütierte er mit 17 Jahren auch für die A-Nationalmannschaft in einem Testspiel gegen Island. Bei der 1:4-Niederlage im Gelora-Bung-Karno-Stadion von Jakarta wurde er in der 84. Minute für Osvaldo Haay eingewechselt. Erst drei Jahre später folgte dann sein zweiter Einsatz und seitdem kommt er dort regelmäßig zum Einsatz. In bisher 17 A-Länderspielen traf der Stürmer fünf Mal für sein Land.

## Erfolge
Verein
- Polnischer Superpokalsieger: 2019

U-23-Nationalmannschaft
- Silbermedaille bei den Südostasienspielen: 2019
- Bronzemedaille bei den Südostasienspielen: 2021